# Tatra 700

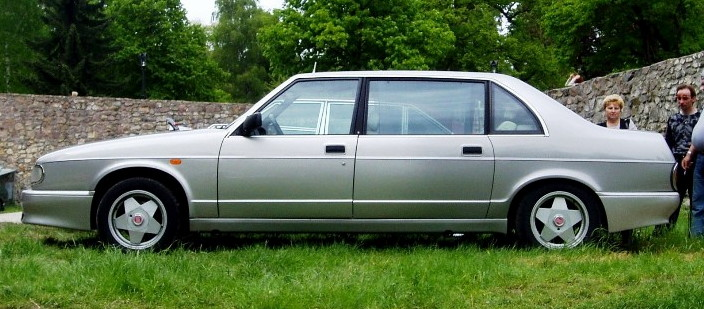
Tatra 700 – bok pojazdu po liftingu

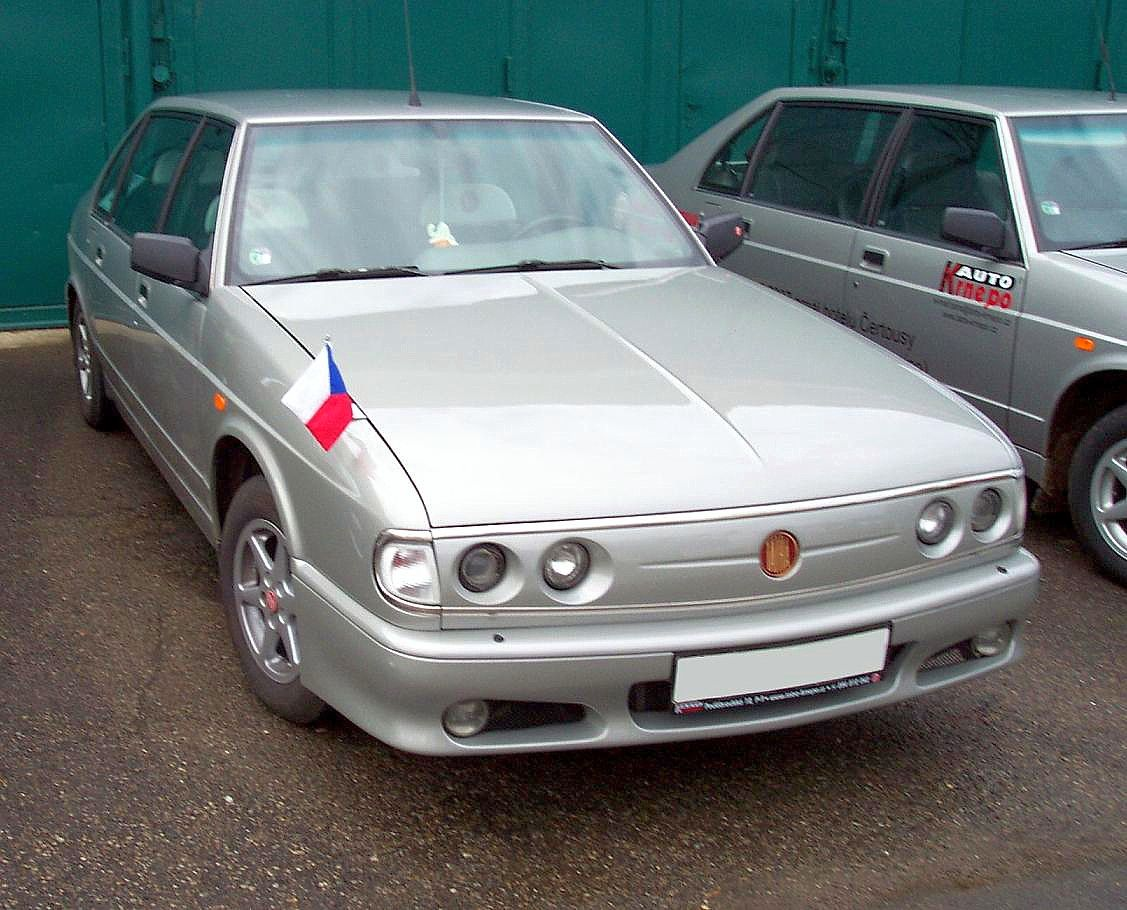
Tatra 700

Tatra 700 – luksusowy samochód osobowy produkowany przez czeską Tatrę w latach 1996–1999. 

## Historia i opis modelu
W połowie lat 90 XX wieku Tatra oferowała już mało nowoczesny model osobowy Tatra 613, wywodzący się z lat 70 XX w., mogący liczyć tylko na miłośników marki z chłodzonym powietrzem silnikiem V8 z tyłu. Z powodu braku środków na opracowanie nowego modelu, w 1995 roku podjęto decyzję o modernizacji samochodu. Głównym konstruktorem był inż. Miroslav Staroň, a do opracowania stylistyki został zaangażowany Brytyjczyk Geoff Wardle. Głównym elementem wyróżniającym stał się nowy pas przedni o niższym profilu, z czterema reflektorami o małej średnicy. Prototyp ukończono w drugiej połowie 1995 roku, a w kwietniu 1996 został zaprezentowany publicznie. Ze względów marketingowych samochód otrzymał oznaczenie Tatra 700 (T700), aczkolwiek formalnie homologowany był jako modernizacja Tatry 613-4.
Dostępny był jako 4–drzwiowy sedan. Podstawowym silnikiem był V8 o pojemności 3,5 l i mocy 200 KM, umieszczony poprzecznie z tyłu, chłodzony powietrzem. Nieliczne samochody były wyposażane w silnik 4,4 l o mocy 234 KM. Moc przenoszona była na oś tylną. Zawieszenie kół niezależne. Samochód wyposażono w 5–biegową manualną skrzynię biegów. Pojazd produkowano w Příborze w Czechach. W 1996 roku wyprodukowano 38 sztuk, w większości kupionych na potrzeby władz Republiki Czeskiej. W 1997 roku model przeszedł lifting, przede wszystkim zmieniono profil tylnej części i tylną klapę – okno tylne nie było już zagłębione pomiędzy słupkami. Zmieniono także deskę rozdzielczą. Model stał się ostatnią osobową Tatrą. Po wyprodukowaniu 20 samochodów, wstrzymano w tym roku produkcję jako nierentowną, i jedynie w latach 1998-99 zmontowano jeszcze kilka samochodów. Ogółem wyprodukowano od 69 do 72 sztuk.
Powstał także prototyp 4-drzwiowego modelu usportowionego ze skróconym do 2980 mm rozstawem osi Tatra GT, przebudowany po wypadku na 2–drzwiowe coupé. 
Na bazie Tatry 700 powstał samochód sportowy Tatra Ecorra Sport V8. Pojazd typu 2–drzwiowego coupé z silnikiem o mocy 400 KM, który wg deklaracji miał rozpędzać auto do 300-320 km/h. Podczas próby pobicia rekordu prędkości Czech osiągnął średnią prędkość 276 km/h.

## Dane techniczne

### Silnik (3,5 l)
- V8 3,5 l (3495 cm³), 2 zawory na cylinder, DOHC[7]
- Średnica × skok tłoka: 85,00 mm × 77,00 mm
- Stopień sprężania: 9,3:1
- Moc maksymalna: 200 KM (148 kW) przy 5750 obr./min
- Maksymalny moment obrotowy: 300 N•m przy 4000 obr./min

- Opony: Michelin 205/65 R15[3]

### Osiągi
- Przyspieszenie 0-100 km/h: 10,8 s[1]
- Prędkość maksymalna: 190 km/h[1]

### Silnik (4,4 l)
- V8 4,4 l (4366 cm³), 2 zawory na cylinder, DOHC[8]
- Średnica × skok tłoka: 95,00 mm × 77,00 mm
- Stopień sprężania: 9,3:1
- Moc maksymalna: 234 KM (172 kW) przy 5500 obr./min
- Maksymalny moment obrotowy: 380 N•m przy 3500 obr./min

### Osiągi
- Przyspieszenie 0-100 km/h: 7,6 s
- Prędkość maksymalna: ok. 200 km/h[1]

## Galeria

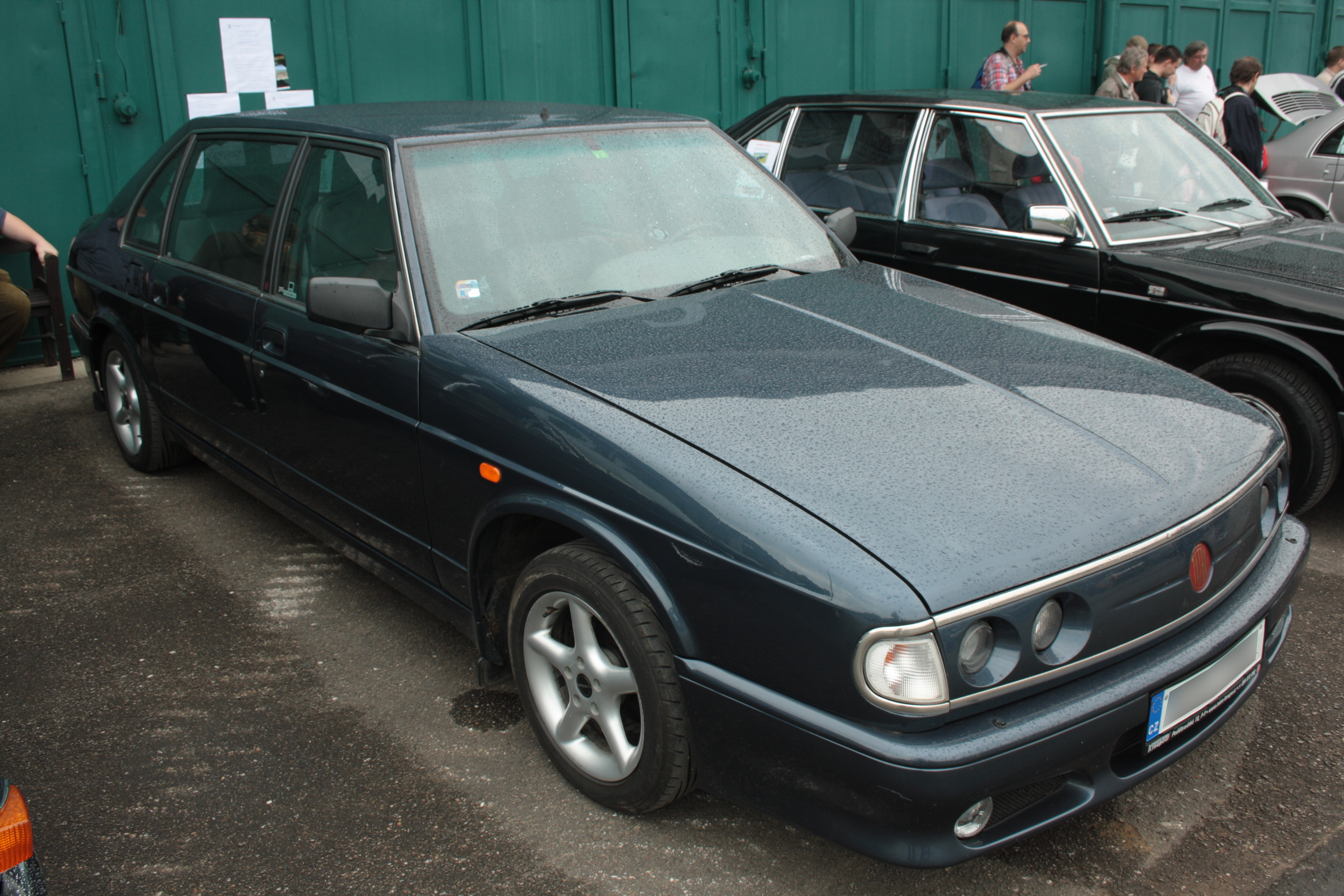
Tatra 700
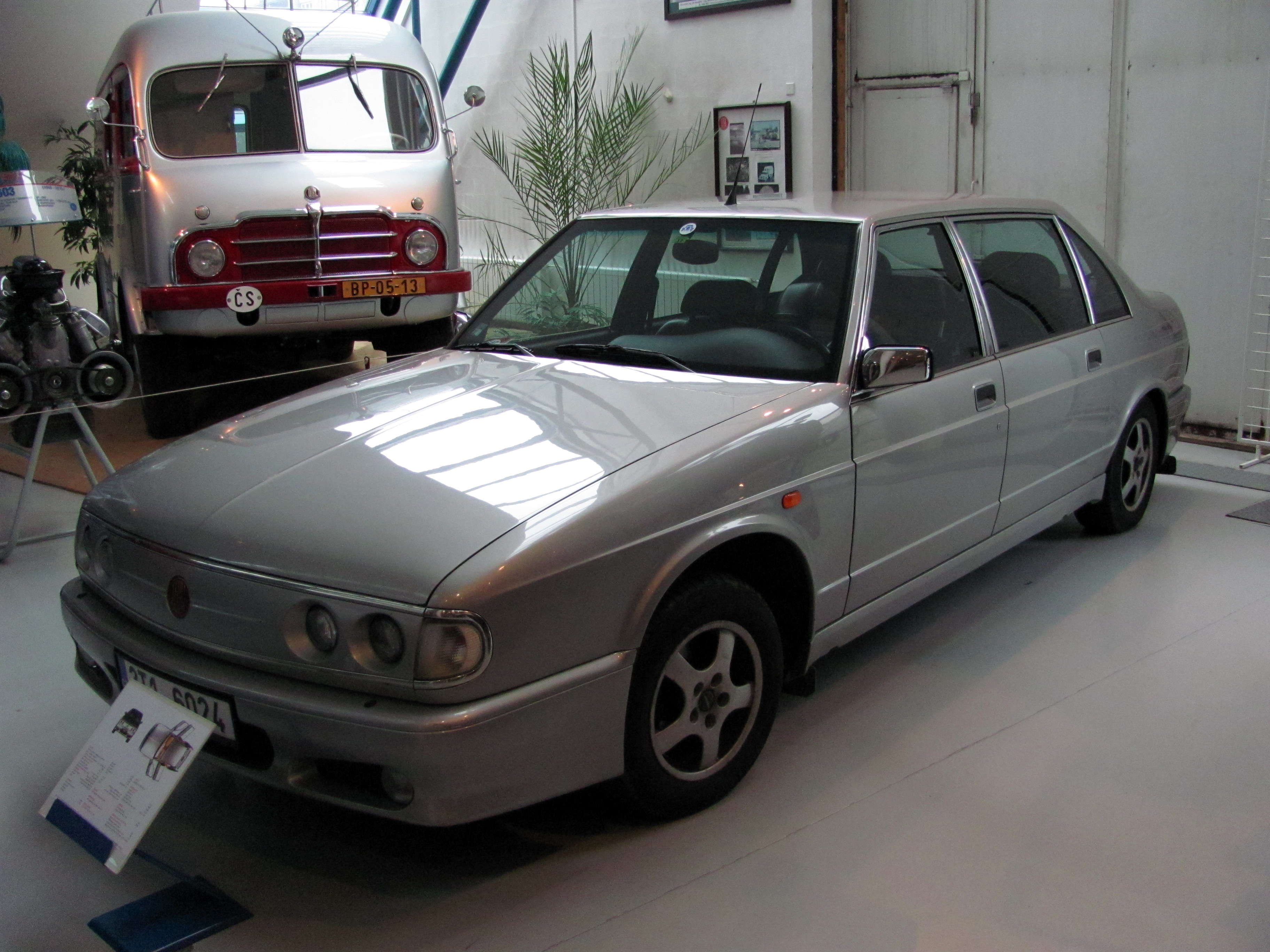
Tatra 700 po liftingu
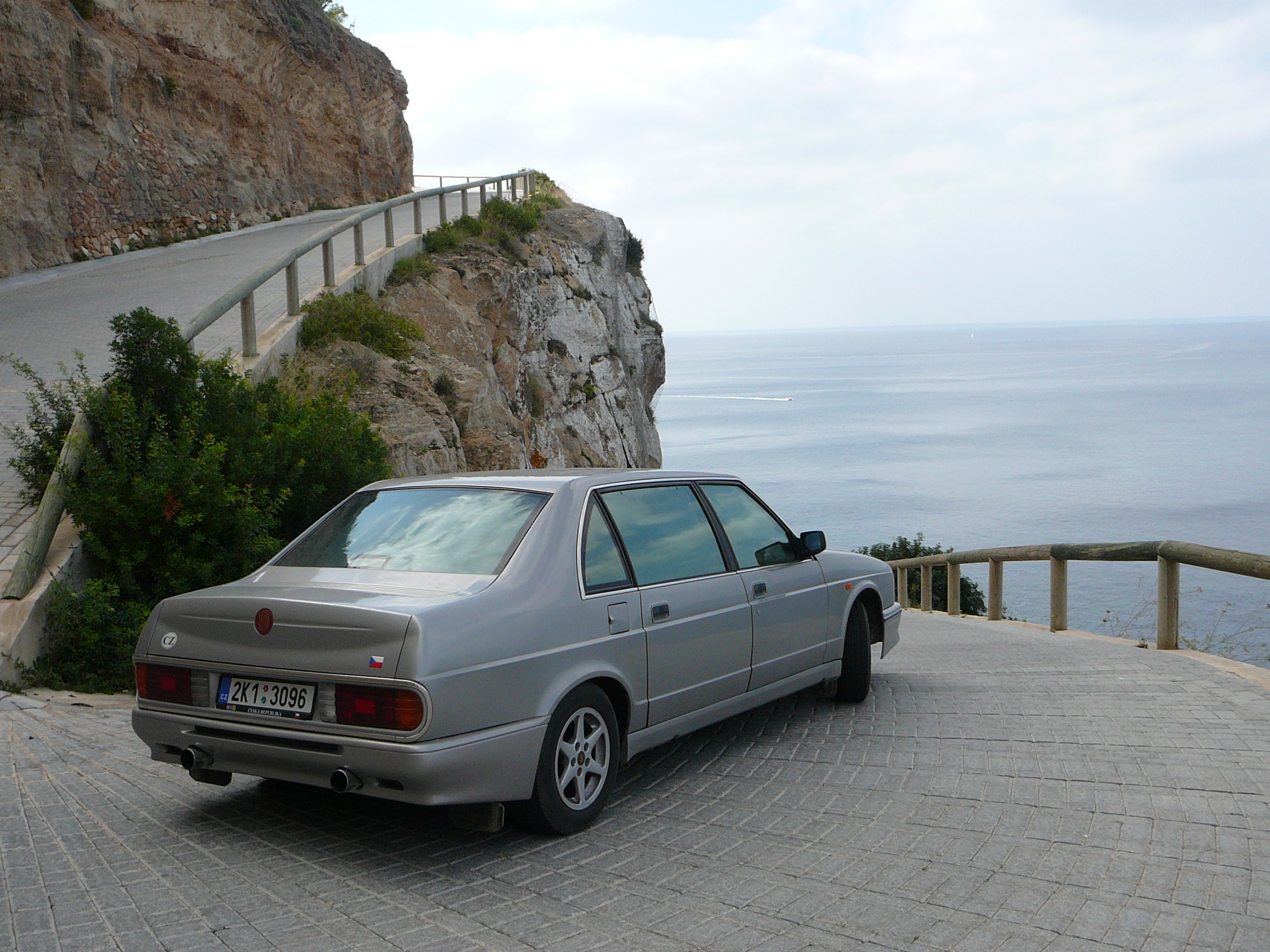
Tatra 700 – tył pojazdu po liftingu